# Біяцовце
Біяцовце, або Бияцовце (словац. Bijacovce) — село в Словаччині, Левоцькому окрузі Пряшівського краю. Розташоване на півночі східної Словаччини в північно—східній частині Горнадської котловини.
Уперше згадується у 1258 році.

## Пам'ятки культури
- римо-католицький костел збудований приблизно у 1260 році в стилі романсу, перебудований в стилі готики,
- ротонда в стилі романсу з 13 століття, перебудована у 1740—1757 рр. в стилі бароко,
- палац з 1780—1785 рр. в стилі пізнього бароко.

## Населення
| Рік:            | 1994. | 2004.   | 2014.    | 2024.   |
| --------------- | ----- | ------- | -------- | ------- |
| Кількість осіб: | 775   | 838     | 929      | 971     |
| Різниця:        |       | +8,12 % | +10,85 % | +4,52 % |

| Рік:            | 2023. | 2024.   |
| --------------- | ----- | ------- |
| Кількість осіб: | 970   | 971     |
| Різниця:        |       | +0,10 % |

У селі проживає 890 осіб.
Національний склад населення (за даними останнього перепису населення — 2001 року):
- словаки — 97,80 %,
- цигани — 1,71 %,
- чехи — 0,12 %.

Склад населення за приналежністю до релігії станом на 2001 рік:
- римо-католики — 96,70 %,
- греко-католики — 1,34 %,
- протестанти — 0,24 %,
- не вважають себе вірянами або не належать до жодної вищезгаданої конфесії — 1,71 %.

## Географія
Протікає Славковський потік.